# Az-Zalzala
Az-Zalzala (arabisch الزلزلة, DMG az-Zalzala ‚Das Beben‘) ist die 99. Sure des Korans, sie enthält 8 Verse. Ihr Titel bezieht sich auf den ersten Vers. Obwohl die Sure inhaltlich in die erste mekkanische Periode der koranischen Überlieferung passen würde (610–615), hält sie die Mehrheit der muslimischen Kommentatoren für medinisch. Zusammen mit Sure 81 und Sure 82 gehört sie zu den sogenannten apokalyptischen Suren.
Das im ersten Vers beschriebene heftige Erdbeben ist ein Vorzeichen der Auferstehung und des nahenden Jüngsten Gerichts. Am Jüngsten Tag werden die Menschen in Gruppen eingeteilt, worauf sie ihre guten und bösen Taten, auch nur im Gewicht eines Stäubchens, während ihres Erdenlebens zu sehen bekommen.